# Bitwa pod Mykale
Bitwa pod Mykale - bitwa pomiędzy wojskami greckimi i perskimi, stoczona podczas drugiej wojny perskiej w sierpniu roku 479 p.n.e.

## Przygotowania
Król Sparty Leotychidas II, ulegając namowom posłów z Samos, wyruszył przeciwko Persom w celu wyzwolenia Jonów. Persowie w obawie przed zbliżającą się flotą grecką wyciągnęli swoje okręty na brzeg przylądka Mykale. Obwarowali się dodatkowo wałami zbudowanymi z drzew i kamieni. Leotychidas po dotarciu na miejsce zaczął wzywać Jonów do stawienia się po stronie greckiej. Persowie w odpowiedzi rozbroili jońskich najemników lub odesłali do pilnowania górskich przełęczy.

## Przebieg bitwy
Według Herodota bitwa rozpoczęła się wieczorem na wieść o zwycięstwie w bitwie pod Platejami. Jako pierwsi zaatakowali Ateńczycy, przełamując obronę perską. Uderzając razem z wojskami innych polis, zdobyli przewagę nad wojskami perskimi. Szalę zwycięstwa przeważyło przejście Jonów na stronę grecką - w tym momencie po stronie perskiej walczyli już tylko rodowici Persowie. W wyniku bitwy zostały spalone wszystkie okręty floty perskiej. Razem z wynikiem bitwy pod Platejami oznaczało to niemal całkowite zniszczenie floty perskiej.

## Podsumowanie
Za radą Temistoklesa zwycięzcy zrezygnowali z zemsty na miastach greckich wspierających Persów. W 478 p.n.e. flota grecka pod dowództwem Spartanina Pauzaniasza, odwołanego później przez eforów z powodu zapędów dyktatorskich, wyzwoliła miasta jońskie. Sparta wezwała Jonów do przeniesienia się do Grecji kontynentalnej, ci jednak postanowili zostać, zwracając się do Aten z prośbą o ochronę przed Persami.
Po 479 r. p.n.e. plany podboju Grecji zostały przez Persów zaniechane. Hellada zachowała wolność polityczną i duchową, co zaowocowało w następnym okresie rozkwitem kultury greckiej.